# الليلة الكبيرة
الليلة الكبيرة، أوبريت غنائي تم إنتاجه عام 1961 من تأليف صلاح جاهين و ألحان سيد مكاوي، ومن غناء العديد من المطربين والمطربات المعروفين، وكان يذاع على الراديو المصري.
وفي فترة الثمانينات تم تحويل الأغنية إلى أوبريت بالعرائس من إخراج صلاح السقا وقام بتصميم العرائس الفنان ناجي شاكر، وهو يعد أشهر ما قدم مسرح العرائس في مصر. فهو يصف المولد الشعبي بشكل رائع وممتع، من خلال شخصيات: (الأراجوز - بائع الحمص - بائع البخت - القهوجي - المعلم - العمدة - الراقصة - مدرب الأسود - الأطفال - المصوراتي - معلن السيرك - المنشد - الفلاح). نفذ التصوير بواسطة «الوحدة الثامنة ألوان» بالتلفزيون المصري.

## فريق العمل
- كلمات: صلاح جاهين
- ألحان: سيد مكاوي
- عرائس: ناجي شاكر
- ديكور: مصطفى كامل
- إخراج مسرحى: صلاح السقا
- إخراج تليفزيونى: محمود بيومى

## مطربو العمل
- سيد مكاوي
- شفيق جلال
- عبده السروجي
- محمد رشدي
- حورية حسن
- إسماعيل شبانة
- صلاح جاهين
- شافية أحمد
- هدي سلطان

## كلمات الأوبريت
بنات: قبة سيدنا الولي دول نوروها.
ما أحلى البيارق والناس بيزوروها.
قبة سيدنا الولي في الجو عالية.
ما أحلى البيارق لما نوروها.
بائع: حمص حمص، تل ما ينقص، ع النار يرقص.
يرقص يرقص ويقول.
اللي شاف حمص ولا كلش.
حب وإتلوع ولا طالش.
فتاة: يسترك هات حبة بقرش.
الجميع: هاهاهاهاهاهاهاو.!
حمار: ينهق.
بائع: حمص حمص حمص.. حمص حمص حمص..
اسعى اسعى اسعى اسعى.. 
حمص حمص حمص.. حمص حمص حمص.. 
اسعى اسعى اسعى اسعى
مصوراتي: خدلك صورة ستة في تسعة 
اسعى اسعى اسعى اسعى 
مصوراتي: خدلك صورة ستة في تسعة..
اسعى.. اسعى.. اسعى اسعى اسعى اسعى 
القهوجي: ياسي عجورة النار خسعة
الله... لله... الله...
بائع: عجمية،
الله... لله... الله...
بائع: باللوز،
الله... لله... الله...
بائع: طعمية
الله... لله... الله...
الله.... الله... لله... الله...
شخص: أراجوز!
الأراجوز: الليلة الكبيرة يا عمي والعالم كتيرة
المجموعة: الليلة الكبيرة يا عمي والعالم كتيرة.ماليين الشوادر يابا م الريف والبنادر.
الاراجوز: دول فلاحين ودول صعايدة دول من القنال ودول رشايدة
المجموعة:الليلة الكبيرة يا عمي والعالم كتيرة. ماليين الشوادر يابا م الريف والبنادر.
العمدة: ياحضرة الأراجوز قول لي،
الأراجوز: نعم ياعمدة عاوز ايه؟
العمدة: منين يروحوا المتولي؟
الأراجوز: امدح نبينا وصلي عليه.
العمدة: طب اللهم صلي عليه.
الأراجوز: تمشي كده على طول على طول.. لحد ما تلاقي عمارة.
العمدة: لحد ما ألاقي عمارة.
الأراجوز: تدخل يمين تلقى بتاع فول.. دكانته على ناصيه حارة.
العمدة: دكانته على ناصيه حارة.
الأراجوز: تدخل يمينك في شمالك.. شارعين وفي التالت تكسر..
العمدة: شارعين وفي التالت أكسر.
الأراجوز: على اليمين واخد بالك... وتمشي على طول تتمخطر.
العمدة: وامشي على طول واتمخطر!
الأراجوز: تفضل كذا تمشي وتدب..
وتخش من مطرح ما طلعت
العمدة: واخش من مطرح ما طلعت
الأراجوز: ولما تلقى مقلة لب.
العمدة: ولما ألقى مقلة لب.
الأراجوز: تعرف بانك تهت وضعت!
العمدة: دي وصفة سهلة، دي وصفة هايلة.
المجموعة: مع السلامة، مع السلامة، مع السلامة يا أبو عِمة مايلة.
مع السلامة يا أبو عِمة مايلة.
لاعب البخت: فتح عينك، 
المجموعة: تاكل ملبن.
لاعب البخت: فينك فينك، 
المجموعة: تاكل ملبن.
لاعب البخت: اوعى لجيبك، لا العيب عيبك، 
قرب... جرب... نشن... وسطن ايدك وسطن.
إضرب..
البندقية: طاخ!
لاعب البخت: يحميك يا ابني تبقى غالبني. قرب خد لك حتة ملبن.
بائع: فريرة للعيل.. يا أبو العيال ميل.
خد لك سبع فرارير..
زمارة.. شخليلة..
عصفورة يا حليلة..
طراطير يا واد طراطير!
الأطفال: طراطير طراطير طراطير
-السيرك
المعلن: الليلة الليلة السيرك تعالوا دي فرجة تساوي جنيه قولوا هيه.
الأطفال: هيه هيه هيه 
المعلن: بمناسبة هذا المولد يوجد برنامج سواريه.. قولوا هيه 
الأطفال: هيه هيه هيه
المعلن: في السيرك شجيع يهجم ع السبع ويركب دوغري عليه.. قولوا هيه..
الأطفال: هيه هيه هيه
المعلن: وبنات قمرات زي الشربات حلوين مش عارف ليه.. قولوا هيه.
الأطفال: هيه هيه هيه
المعلن: وكمان بلياتشو تعالوا اسمعوا نتشه وشوفوا هيعمل إيه.. قولوا هيه
الأطفال: هيه هيه هيه
مدرب الأسود: أنا شجيع السيما.. أبو شنب بريمة
أول ما أقول هالى هب وأصرخ لى صرخة «ها ها ها» 
السبع يتكهرب ويبقى فرخة!
حالا بالا سأصارع أسد إنما أيه متوحش
وهخلى وجهه شوارع! تسقيفة يا ناس ما يصحش!
اهو جه اهو جاه .. تسقيفة بقي ..
تسقيفة أمال.. تشجيعة أمال..
تعالى لي الالي الالي يا حبيبي تعالى لي.
دقي يا مزيكا
حمار ينهق 
مزيكا 
حمار ينهق
الجمهور: هاهاهاهاها
مزيكا
بائع: السمك مقلي كل وبرق لي! صنف زي الفل.
بائع: استخار واختار، فشة أو ممبار.
يلا سمّي وكل.
-زفة المطاهر
نساء: يا أم المطَّاهر رشّي الملح سبع مرات.
في مقامه الطاهر خشّي وقيدي سبع شمعات.
أطفال: يا عريس يا صغير.
علقة تفوت ولا حد يموت.
لابس ومغير، وحتشرب مرقة كتكوت.
-رقصة الحصان.
-في القهوة
المعلم: بالذمة دا سابع عيل
مزفوف من وقت قليل.
القهوجي: مولد شيللاه يا معلم
```
عقبال أولادك.
```

المعلم: كلّمِ.
نداءات: واحد مضبوط واتنين مصري.
القهوجي: ع النار حاضر جايلك دوغري.
يوزع تحيات: مسا التماسي يا مسا التماسي، يا ورد قاعد على الكراسي.
نداء: هات شاي يا دقدق.
القهوجي: عيني وراسي.
يدخل الريس حنتيرة مغن القهوة الصعيدي.
الجميع: سمعنا يا ريس حنتيرة.. للصبح معاك السهيرة.
الجميع: سمعنا.... سمعنا.
حنتيرة: يا غزال يا غزال ..
ده العشق حلال .. 
دوبتني دوب .. 
خلتني خيال ..
يا شفتك فص فراولة ...
وانا لا حولَ ولا قوة.. 
دوبتلي قلبي علاوله .. 
اه ياغزال .. العشق حلال ..
يارب يا عالم بالحال
تهدي حبيبي ويصبح عال
و اغني وارقع بالموال ...
و اقول يا غزال يا غزال ..
المعلم: وقف ياريس حنتيرة.
في ناس هنا قاعدة كتيرة.
ولا حد قال هات تعميرة، ولا واحد شاي، 
المجموعة: ولا حد قال تعميرة ولا واحد شاي.
المعلم: اللي حيطلب رح يقعد.
والل ما يطلبش يبعد.
زبون: يلا بنا نخرج يا مسعد شارع الترماي.
حنتيرة: يا ليل يا ليل .. 
يا غزال يا غزال ..
ده العشق حلال .. 
دوبتني دوب .. 
خلتني خيال ..
-لعبة زق الطارة
صاحب اللعبة: ورينا القوة.
يا ابني أنت وهوَ.
مين عنده مروة
وعاملي فتوة.
يقدر بقدارة على زق الطارة ويفرقع بمبة.
شاب: وسع وسع وسع.
انا ازق الطارة واضرب ميت بمبة.
ده انا الاسطى عمارة من درب شكمبة.
صيتي من القلعة لسويقة اللالا، أنا واخد السمعة.
صاحب اللعبة: طب يلا تعالى
الشاب: لا يا عم سعيدة.. دي البدلة جديدة.
الجميع: ههأه ههأه سعيدة.. يابو بدلة جديدة..
-خارج القهوة
الآخر : اوعد يارب اوعد ...آدي كمان قهوة.
الأول : يلا بنا يا مسعد، ندخل على سهوة!
-في القهوة الثانية
الغازية: طار في الهوا شاشي وانت ما تدراشي. يا جدع 
طرفه شاوري عليك، حكم الهوا ماشي. حكم الهوا ماشي.
هوا العصاري. يا واد، على سطح داري يا واد.
خدني ورماني رماني عليك ولا أنت داري .
آهين يا ناري..منك يا جاري..
خدني ورماني رماني عليك هوا العصاري.
صاحب القهوة: ماشي ماشي .. ماشي كلامك .. اه 
اللي حيطلب راح يقعد، واللي ما يطلبش يبعد.
الزبون: يلا بنا نخرج يا مسعد شارع الترماي.
-خارج القهوة
فلاح: ناس من بلدنا هناك أهم.
روح يا إبراهيم انده لهم.
سلامات سلامات سلامات..
سلامات ع البلديات.
المنشد: ليلتكوا أنس وجلجلة.. إنشد ولعلع يا وله
شفت ف منام صاحب المقام. ده أبهة.
المجموعة: ده أبهة.
المنشد: ويمامة حايمة عليه تسبح ربها.
المجموعة: يا نور النبي...يا نور النبي.
المنشد: ميلت فوق يده وجيت أحبها.
المجموعة: أحبها.
المنشد: صحوني م النوم خدت بعضي وتني جي
المجموعة: ... تني جي. وبعودة وبعودة
وبعودة..وبعودة.
الجميع : الله حي.
فلاح: دي الحضرة والذكر انجلى.
يالا بنيا نذكر يا وله.
سيدة: يا ولاد الحلال
بنت تايهة طول كده
رجلها الشمال
فيها خلخال زي ده.
رجل: زحمة يا ولداه.
كام عيل تاه.
الجميع: دي الليلة الكبيرة يا عمي والعالم كتيرة.
ماليين الشوادر يابا من الريف والبنادر
آذان .
آذان.